# Агесіполід III
Агесіполід III (дав.-гр. Ἀγησίπολις Γ΄) — цар Спарти з династії Агіадів в період від 219 до н. е. по 215 до. н. е. Син Агесіполіда та онук царя Клеомброта II.

## Правління
У зв'язку зі смертю Клеомена III та вбивством його дітей у Єгипті у 219 році до н. е. юний Агесіполід був проголошений царем Спарти від дому Агіадів. Його опікуном став його дядько Клеомен, молодший син Клеомброта II. Проте у 215 році до н. е. Лікург, цар Спарти з династії Евріпонтидів, примусив Агесіполіда III зректися престолу. У 195 році до н. е. він був ватажком спартанських вигнанців, які встали на бік Тіта Квінкція Фламініна під час війни зі спартанським царем Набісом. Агесополід був вбитий піратами близько 184 року до н. е., коли вирушив до Риму у складі посольської місії.